# Futaleufú
Futaleufú – rzeka znajdująca się w północnej Patagonii. Dolina rzeki spada nawet 1700 metrów poniżej okolicznych zlodowaciałych szczytów. Nazwa Futaleufú jest rdzenną nazwą nadaną przez plemię Mapuche i jest tłumaczona jako „Duża Rzeka” (Big River) i „Wielkie, Wielkie Wody” (Grand Grand Waters). Mieszkańcy odnoszą się do doliny un paisaje pintado por dios, czyli „krajobraz malowany przez Boga”.